# 东南街道 (南充市)
东南街道，是中华人民共和国四川省南充市顺庆区下辖的一个乡镇级行政单位。

## 行政区划
东南街道下辖以下地区：
大西街社区、学院街社区、西湖街社区、文丰街社区、南门坝社区和桑园路社区。